# خانه‌های بریم شماره ۲۱۷
خانه‌های بریم شماره ۲۱۷ مربوط به دوره پهلوی دوم است و در آبادان، منطقه مسکونی بریم، پلاک ۲۱۷ واقع شده و این اثر در تاریخ ۱۲ شهریور ۱۳۸۶ با شمارهٔ ثبت ۱۹۴۶۹ به‌عنوان یکی از آثار ملی ایران به ثبت رسیده است.